# Кшиковиці (Лодзинське воєводство)
Кшиковиці (пол. Krzykowice) — село в Польщі, у гміні Вольбуж Пйотрковського повіту Лодзинського воєводства. Населення — 46 осіб (2011).
У 1975-1998 роках село належало до Пйотрковського воєводства.

## Демографія
Демографічна структура станом на 31 березня 2011 року:
|          | Загалом | Допрацездатний вік | Працездатний вік | Постпрацездатний вік |
| -------- | ------- | ------------------ | ---------------- | -------------------- |
| Чоловіки | 26      | 6                  | 17               | 3                    |
| Жінки    | 20      | 1                  | 15               | 4                    |
| Разом    | 46      | 7                  | 32               | 7                    |